# Guty Duże (gromada)
Guty Duże – dawna gromada, czyli najmniejsza jednostka podziału terytorialnego Polskiej Rzeczypospolitej Ludowej w latach 1954–1972.
Gromady, z gromadzkimi radami narodowymi (GRN) jako organami władzy najniższego stopnia na wsi, funkcjonowały od reformy reorganizującej administrację wiejską przeprowadzonej jesienią 1954 do momentu ich zniesienia z dniem 1 stycznia 1973, tym samym wypierając organizację gminną w latach 1954–1972.
Gromadę Guty Duże z siedzibą GRN w Gutach Dużych utworzono – jako jedną z 8759 gromad na obszarze Polski – w powiecie makowskim w woj. warszawskim, na mocy uchwały nr VI/10/6/54 WRN w Warszawie z dnia 5 października 1954. W skład jednostki weszły obszary dotychczasowych gromad Adamowo, Biedrzyce-Koziegłowy, Biedrzyce-Starawieś, Guty Duże, Guty Małe, Ponikiew Wielka, Rzechowo, Gać, Rzechówek i Załęże-Ponikiewka ze zniesionej gminy Perzanowo tymże powiecie. Dla gromady ustalono 13 członków gromadzkiej rady narodowej.
1 stycznia 1960 z gromady Guty Duże wyłączono (a) wieś Biedrzyce Koziegłowy, włączając ją do gromady Sypniewo, (b) wieś Ponikiewka, włączając ją do gromady Młynarze oraz (c) wsie Adamowo, Guty Duże i Ponikiew Wielka, włączając je do gromady Czerwonka w tymże powiecie, po czym gromadę Guty Duże zniesiono a jej (pozostały) obszar włączono do gromady Gąsewo tamże (podkreślone i wykreślone zmiany retroaktywnie określone uchwałami z 25 lutego 1960).